# José van Hoof
José van Hoof (22 augustus 1952) is een Nederlands ex-voetballer en was vanaf het seizoen 2012/13 een tijdje trainer van het vrouwenelftal van RKSV Prinses Irene.

## Carrière
Van Hoof speelde jarenlang als centrumspits in het Nederlands elftal en werd meervoudig landskampioen met SV Braakhuizen. Ze stond bekend om haar scorend vermogen en haar snelheid. Destijds werd ze de vrouwelijke Johan Cruijff genoemd.
Van Hoof volgde diverse trainersopleidingen van de KNVB en liep onder meer stage bij Huub Stevens bij de A-junioren van PSV. In die tijd kwam ze in bezit van het diploma TC2. Op eigen benen ging ze aan de slag bij onder meer SV Braakhuizen en ODC die op het hoogste niveau voor vrouwenvoetbal in actie kwamen. Ook was ze in dienst van de KNVB in het jeugdplan. Ze trainde korte tijd het derde team van NWC Asten. Daarna verkaste ze naar RKVV Keldonk waar ze in haar eerste seizoen als hoofdtrainer voortijdig opstapte. In de zomer van 2011 ging ze over naar het tweede elftal van Bavos. In haar eerste en tevens enige seizoen in Bakel werd ze kampioen van de 4e klasse reserve. Het contract werd niet verlengd. Van Hoof zou daarna aan de slag gaan bij de vrouwen van SC 't Zand, maar deze samenwerking strandde al voor het seizoen begonnen was. Vanaf seizoen 2012/13 heeft Van Hoof de leiding over het vrouwenelftal van RKSV Prinses Irene. Daarnaast was ze kortstondig assistent-coach van PSV/FC Eindhoven in de Women's BeNe League.